# Nenga grandiflora
Nenga grandiflora är en enhjärtbladig växtart som beskrevs av Edwino S. Fernando. Nenga grandiflora ingår i släktet Nenga och familjen Arecaceae. Inga underarter finns listade i Catalogue of Life.